# Flèche wallonne 1988
La Flèche wallonne 1988, 52e édition de la course, a lieu le 13 avril 1988 sur un parcours de 243 km. La victoire revient à l'Allemand Rolf Gölz, qui a terminé la course en 6 h 32 min 21 s, devant l’Italien Moreno Argentin et le Néerlandais Steven Rooks.
Sur la ligne d’arrivée du mur de Huy, 75 des 191 coureurs au départ à Spa ont terminé la course.

## Classement final
| #  | Coureur         | Équipe                           |    | Temps           |
| -- | --------------- | -------------------------------- | -- | --------------- |
| 1  | Rolf Gölz       | Superconfex-Yoko-Opel-Colnago    | en | 6 h 32 min 21 s |
| 2  | Moreno Argentin | Gewiss-Bianchi                   | +  | 56 s            |
| 3  | Steven Rooks    | PDM-Ultima-Concorde              |    | 1 min 02 s      |
| 4  | Charly Mottet   | Système U-Gitane                 |    | 1 min 12 s      |
| 5  | Andreas Kappes  | Toshiba-Look-Nievre              |    | 1 min 23 s      |
| 6  | Bruno Bruyère   | Hitachi-Bosal-Bce Snooker-Merckx |    | 3 min 38 s      |
| 7  | Yvon Madiot     | Toshiba-Look-Nievre              |    | 3 min 43 s      |
| 8  | Pedro Delgado   | Reynolds-Reynolon-Pinarello      |    | 3 min 43 s      |
| 9  | Stefan Joho     | Ariostea Gres                    |    | 3 min 43 s      |
| 10 | Jan Nevens      | Sigma Paints-Fina-Cicli Diamant  |    | 3 min 43 s      |